# Náchod (nádraží)
 Náchod je železniční stanice, která se nachází ve stejnojmenném městě v Královéhradeckém kraji, na adrese Kladská 128. Stanicí prochází trať Týniště nad Orlicí – Meziměstí, v minulosti zde odbočovala trať do Kłodzka. Nádražní budova je majetkem státu. Ve městě se dále nacházejí železniční zastávky Náchod zastávka, Náchod-Běloves a Náchod-Malé Poříčí.  

## Historie

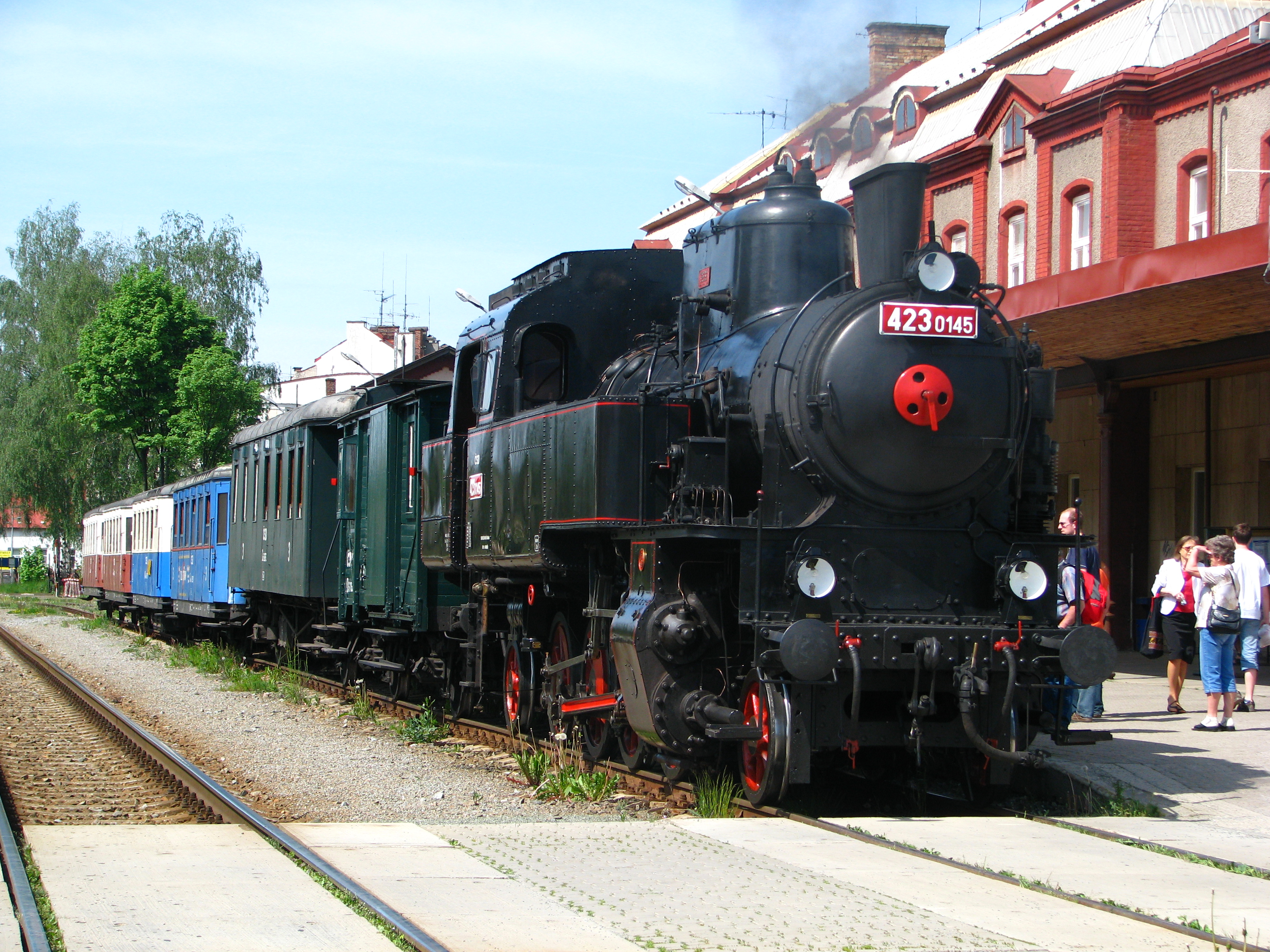
Jízda nostalgického vlaku, v čele parní tendrová lokomotiva řady 423.0

Železniční stanice v Náchodě se začala stavět v souvislosti s výstavbou choceňsko-broumovské dráhy spojující Choceň a Broumov. Celá stavba byla rozdělena do dvou úseků, přičemž na prvním úseku mezi Chocní a Bohdašínem se začalo stavět dne 2. května 1873. Na druhém úseku mezi Bohdašínem a Broumovem pak 19. prosince téhož roku. Stavba dráhy byla svěřena vídeňské stavební firmě Hügel&Sager. 15. ledna 1875 započala stavba spojky k Jihoseveroněmecké spojovací dráze (SNDVB) z Václavic do Starkoče. Ve dnech 2. až 16. července téhož roku započaly zkušební jízdy, dráha byla uznána za provozuschopnou, přestože celková stavba nebyla hotova. Kupříkladu v železniční stanici Meziměstí se jezdilo v provizorních podmínkách.
S výstavbou výtopen v Meziměstí, Chocni a Náchodě byla stanice vybavena i vodárnou. Stanice byla otevřena dne 25. července 1875 a to v souvislosti se slavnostním otevřením choceňsko-broumovské dráhy.
O den později, 26. července, vstoupil v platnost první jízdní řád. Co se důležitosti týče, byla stanice zařazena do druhé třídy, kupříkladu železniční stanice v Broumově spadala do třetí třídy. Ve své době byla stanice obsluhována dvěma páry osobních vlaků a jedním nákladním. Soupravy osobních vlaků v té době tvořily 4 čtyřnápravové vozy, takzvané „amerikány“, jež byly spřaženy s parní lokomotivou. Původním vlastníkem dráhy a tedy i náchodského nádraží byla společnost StEG. V roce 1908 byla privátní železniční společnost StEG zestátněna Rakouskými státními drahami (kkStB). 26. června 1911 započala rozsáhlá přestavba nádražní budovy, nutno říci, že tato přestavba byla na choceňsko-broumovské dráze ojedinělá. Přestavba byla svěřena stavební firmě z Vysokého Mýta. V roce 1914 vypukla první světová válka, osobní přeprava byla výrazně omezena. Po první světové válce a zániku Rakouska-Uherska převzaly provoz na trati Československé státní dráhy (ČSD).
15. května 1930 byla osobní doprava mezi Policí nad Metují, Náchodem, Novým Městem nad Metují a Starkočí, zajišťována motorovými vozy. V roce 1938 byl vyhlášen válečný jízdní řád, kdy se veškerá doprava na železnici přizpůsobila vojenské přepravě. V roce 1945 byl uveden do provozu přeshraniční úsek dráhy, kdy došlo k propojení měst Kudowa-Zdrój a Náchoda. Jednalo se o spojku, neboť na německé straně byla trať vystavěna do obce Slaný již před válkou. Projekt této dráhy byl schválen již v roce 1880 po prusko-rakouské válce, avšak z finančních důvodů nebyl nikdy realizován. Dráha sloužila především k přepravě vojenského materiálu a potravin na válečnou frontu. V závěru druhé světové války byla tato trať zlikvidována a již nikdy nebyla obnovena. Po druhé světové válce se železnice opět ujaly Československé státní dráhy. V roce 1946 začal na trase Praha – Broumov jezdit nový pár motorových rychlíků s motorovými vozy řady M 274.0. V letech 1962 až 1963 jezdil tentýž rychlík s motorovými vozy řady M 262.0. Od grafikonu 1970/71 pak s motorovými vozy řady M 296.1. Tyto rychlíky byly směrovány z Hradce Králové přes Týniště nad Orlicí.
V roce 1948 byla ve stanici vybudována čerpací stanice na naftu. Počínaje říjnem 1982 byly nasazovány na osobních vlacích mezi Meziměstím a Letohradem motorové vozy řady M 152.0 s vlečnými vozy. V roce 1985 byly zlikvidovány zbytky náspu trati Náchod – Kudowa-Zdrój, v souvislosti s výstavbou nové silnice k hraničnímu přechodu v Náchodě-Bělovsi. Na polské straně hranice se na mnoha místech zachovalo původní traťové těleso zrušeného úseku dráhy. V roce 1993 byla zahájena osobní doprava z Náchoda přes Meziměstí, Starostín, Mieroszów do Polska a to v relaci Náchod – Valbřich, dopravu zajišťovaly České dráhy a PKP. V roce 2005 byly zahájeny rozsáhlé stavební práce na dvou staničních kolejí a to v rámci úpravy nástupišť, kdy vznikla dvě nová zvýšená nástupiště s pevnou hranou u dopravních kolejí číslo 4a, 2 a 6. Přístup na tyto nástupiště je bezbariérový.

## Popis stanice
Stanice má jedno jednostranné nástupiště u výpravní budovy, dopravní koleje:
- č. 1 (hlavní staniční kolej) – délka nástupiště 129 m, délka koleje 842 m.[4]

Také dvě zvýšená, úrovňová nástupiště u dopravních kolejí:
- č. 4a (odjezdová kolej směr Václavice) – délka jednostranného nástupiště 45 m, délka koleje 55 m[4]
- č. 2 a č. 6 (vjezdové a odjezdové koleje) – délka oboustranného nástupiště se dvěma hranami 180 m, délka koleje č. 2 – 712 m, č. 6 – 554 m[4]

Přechody pro cestující a přejezdy v úrovni kolejí pro invalidní vozíky jsou umístěny proti nádražní budově. Zastávky linkových autobusů se nachází v přednádražním prostoru. V železniční stanici jsou poskytovány cestujícím služby: vnitrostátní pokladní přepážka, mezinárodní pokladní přepážka, platba v eurech, bariérové WC, čekárna pro cestující.
Součástí stanice jsou také dopravní koleje:
- č. 3 (odjezdová směr Václavice) – délka koleje 285 m[4]
- č. 4b (odjezdová směr Hronov) – délka koleje 338 m[4]
- č. 8 (vjezdová a odjezdová kolej) – délka koleje 527 m[4]

Mimo jiné se v Náchodě nacházejí i železniční zastávky Náchod-Běloves (vzdálená 2 km), Náchod-Malé Poříčí (vzdálená 4 km) směr Hronov, také železniční zastávka Náchod zastávka (vzdálená 2 km) směr Václavice.

## Zabezpečovací zařízení

### Stav do roku 2018
Stanice má dvě zhlaví, na nichž byla umístěna stavědla St. I a St. II, staniční zabezpečovací zařízení 1. kategorie, návěstidla byla nezávislá na výměnách. Na jižním zhlaví stanice se do roku 2019 nacházely mechanické závory s výpletem proti podlézání, které byly několikrát do hodiny obsluhovány z prvního stavědla (St. I). Nyní se zde nachází běžné přejezdové zabezpečovací zařízení.

### Regionální dispečerské pracoviště Náchod
V letech 2018-19 bylo v souvislosti s rekonstrukcí traťového úseku Opočno pod Orlickými horami (mimo) - Police nad Metují (mimo) zavedeno dálkové ovládání zabezpečovacího zařízení (DOZ) právě ze žst. Náchod. Dva náchodští výpravčí DOZ ve směně tak převzali řízení provozu od výpravčích stanic Hronov, Náchod (DOZ 1) a Václavice, Nové Město n. M. a Bohuslavice n. M. (DOZ2). Spolu s nimi slouží přes den operátor železniční dopravy, celkem tedy 3 zaměstnanci ve směně z původních 10 (v noci 7). Používá se technologie společnosti Starmon (elektronické stavědlo K-2002, Informační systém pro cestující HAVIS a další). V budoucnu je předpokládáno rozšíření tohoto řízení na úsek Broumov - Týniště nad Orlicí - Letohrad a přesun řízení do nově postavené budovy v Týništi nad Orlicí. Stanice Týniště nad Orlicí a Letohrad budou řízeny z CDP Praha. Dalšími podobnými RDP budou například Hradec Králové, Týniště nad Orlicí (které by mělo nahradit právě Náchod) a nyní již funkční Stará Paka.[zdroj?]

## Historie železniční dopravy

### Významné spoje v letech 1981–2007
Náchodské nádraží v minulosti obsluhovalo i dálkové vnitrostátní, mezinárodní spoje. V letech 1981/1982 byl jedním ze spojů R 755 na své trase z Meziměstí přes Náchod, Týniště nad Orlicí, Hradec Králové do Prahy. Zajímavostí bylo, že tento spoj vyjížděl z meziměstského nádraží krátce po třetí hodině ranní, z Náchoda pak o hodinu později.
V roce 1997 zasáhly větší část České republiky katastrofální povodně, choceňsko-broumovská dráha byla v té době po celou dobu sjízdná. Tehdy zajišťovala náhradní spojení mezi Českem a Polskem přes hraniční přechod Meziměstí – Mieroszów (PKP). Na trať se tak dostaly mezinárodní spoje kategorie EuroCity a InterCity.
V letech 1998/1999 byl jedním ze spojů také R 251
na své trase z pražského hlavního nádraží přes Chlumec nad Cidlinou, Hradec Králové hlavní nádraží, Týniště nad Orlicí, Náchod, Meziměstí, Valbřich do Vratislavi.
V letech 2003/2004 byl ideálním ranním spojem také R 740 Náchodský Primátor, pojmenovaný po náchodském pivu na své trase z Meziměstí přes Náchod, Starkoč, Hradec Králové, Prahu, Plzeň, Mariánské Lázně, Cheb do Františkových Lázní.
Také tudy projížděl i legendární „král vlaků“ zvaný Orient Express, který provozuje společnost Venice Simplon-Orient-Express (VSOE). Stalo se tak kupříkladu dne 16. července 2007
a to poté, co jeho trasa byla kvůli výluce odkloněna. Původně měla vést z Benátek přes Vídeň, Krakov a Varšavu do Prahy.

## Provoz
V současné době[kdy?] stanici obsluhují regionální spoje směřující do měst: Broumov, Teplice nad Metují, Hronov, Nové Město nad Metují, Týniště nad Orlicí, Letohrad, Jaroměř, Hradec Králové, Praha.
Objevují se zde zejména motorové lokomotivy řady 754, 742, motorové jednotky kupříkladu řada 814, motorové vozy řady 854. Při nostalgických jízdách i parní lokomotivy.[nenalezeno v uvedeném zdroji]

## Galerie

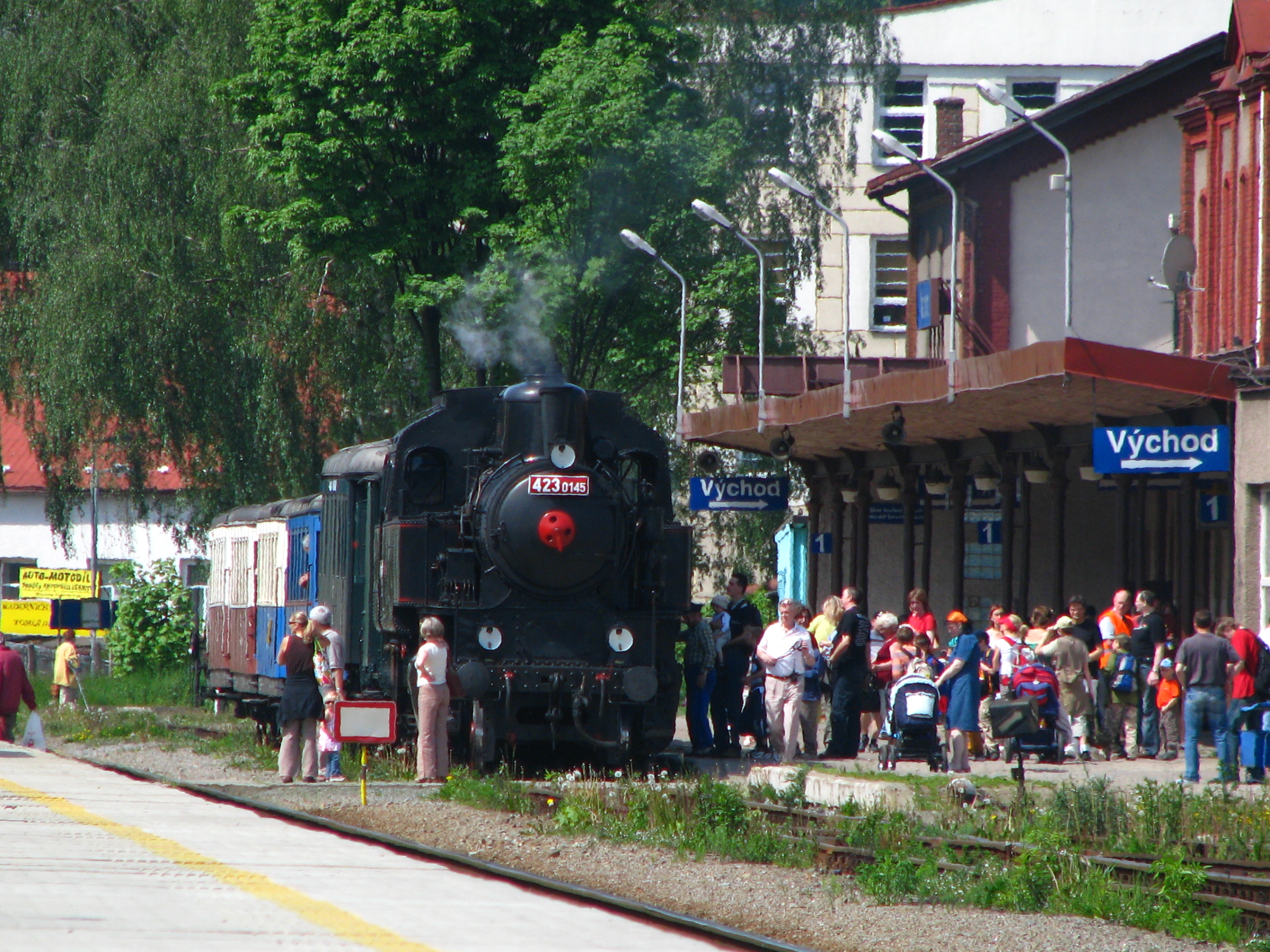
Jízda nostalgického vlaku, v čele parní tendrová lokomotiva řady 423.0
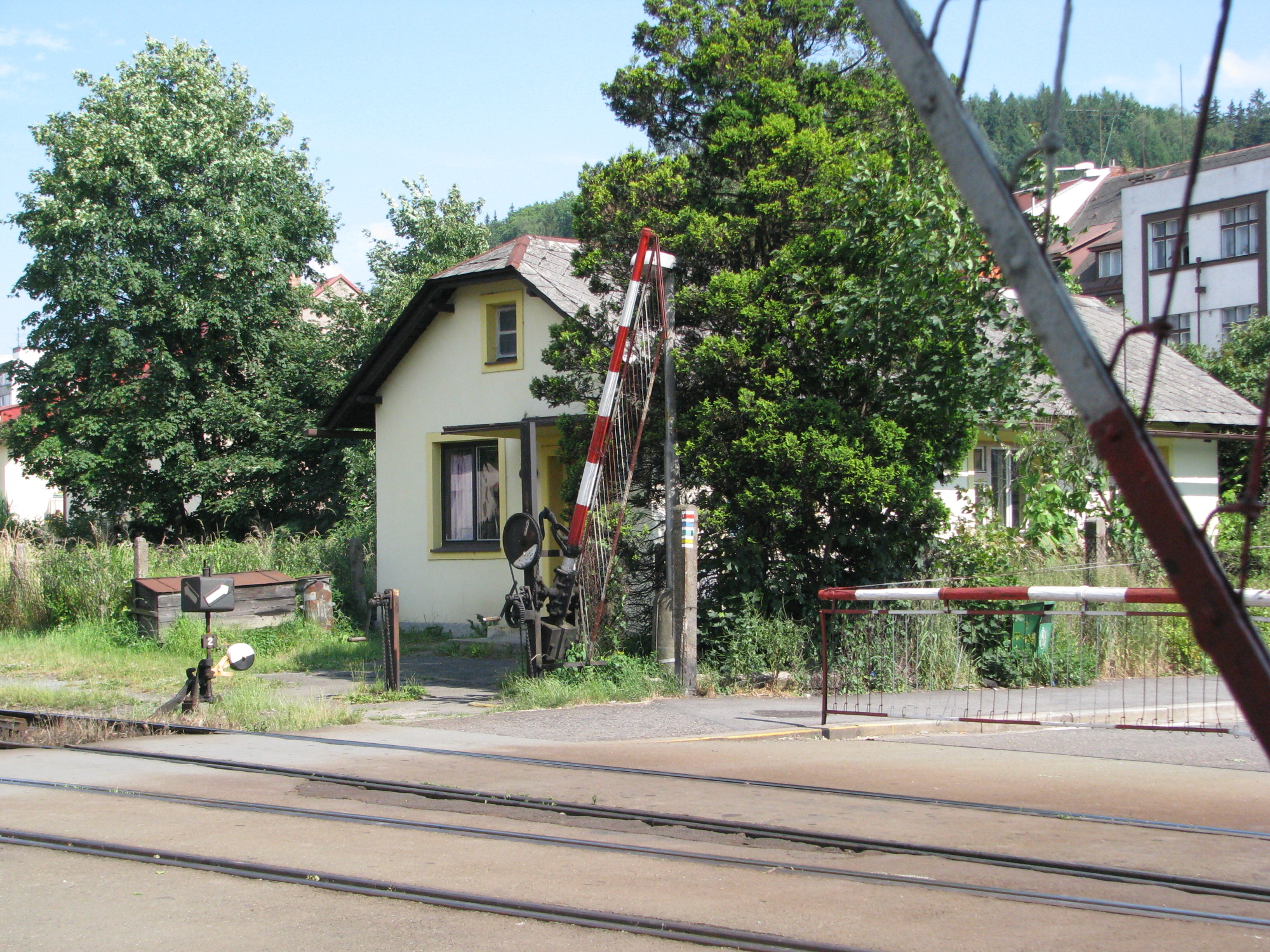
Unikátní mechanické závory, v pozadí stavědlo I (St. I)
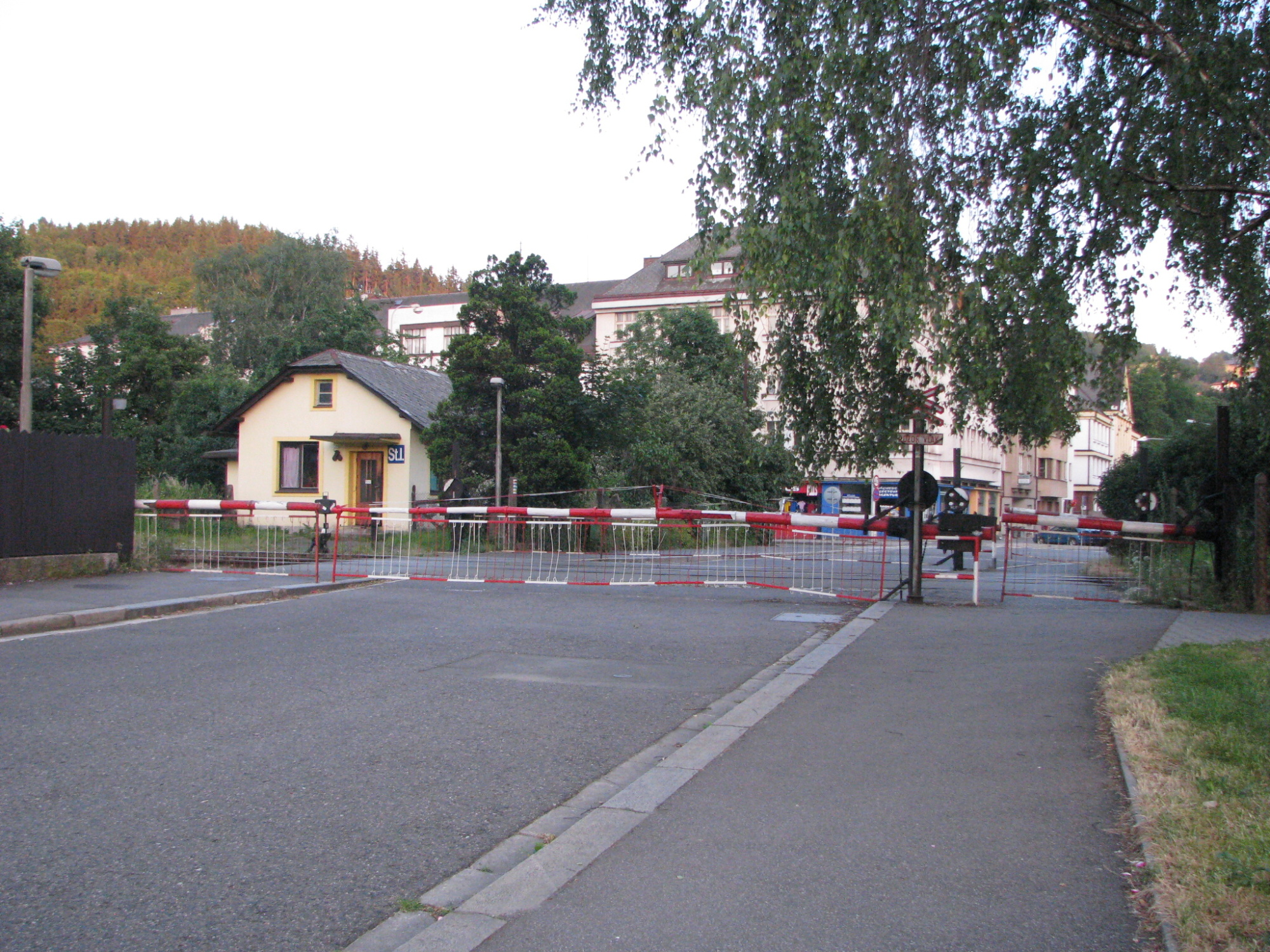
Spuštěné mechanické závory
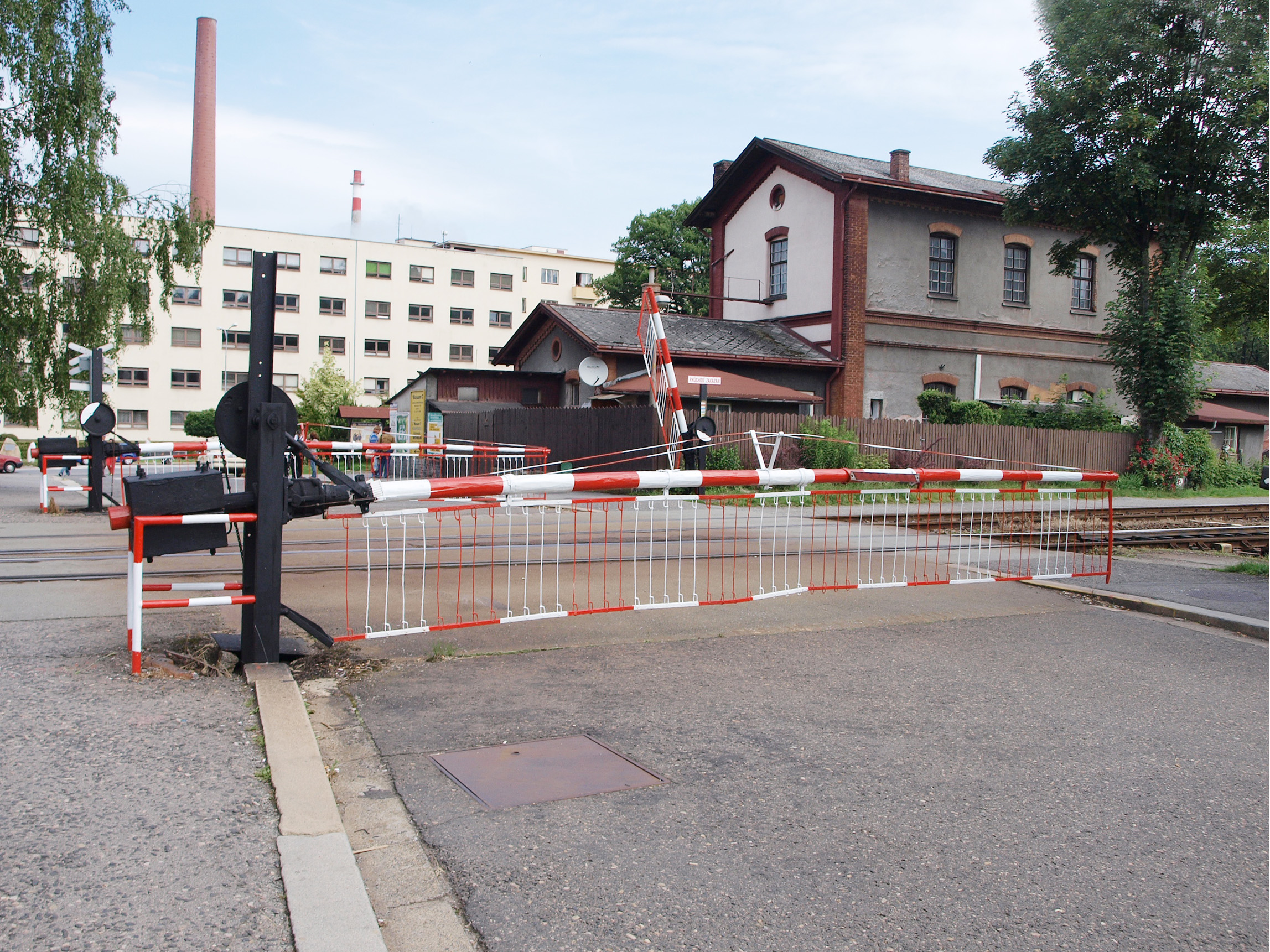
Spuštěné mechanické závory